# 9530 Kelleymichael
A 9530 Kelleymichael (ideiglenes jelöléssel (9530) 1981 EO26) a Naprendszer kisbolygóövében található aszteroida. Schelte J. Bus fedezte fel 1981. március 2-án.